# 突撃一番
突撃一番（とつげきいちばん）は、旧大日本帝国陸軍で使用されていた避妊具の名称。海軍では「鉄兜」「ゴムかぶと」「サック」と呼ばれていた。

## 概要
軍は兵士の健康管理には気を使っていたが、特に性病と脚気、肺結核にはその伝染力の強さから特別な配慮がなされていた。性欲の盛んな若年の兵士に対しては、紙袋に星印と「突撃一番」と印刷されていたコンドームを衛生兵が必ず配布し、売春婦との性交の際には必ず性病予防薬「星秘膏(尿道に注入する軟膏状の消毒薬)」と併用することとしていた。性病に感染すると、行為よりも使用しなかったことが咎められるほどであった。
因みに、山本七平は、酔った衛生下士官が「突撃一番と軍人勅諭は必ず女で終わるんだ。」と言った、というエピソードを残している（勅諭の最後の部分の「御名」を陸軍では「おんな」と読んだことに由来する）。また、陸軍報道班員としてジャワ島に向かっていた冨澤有爲男は、乗っていた輸送船佐倉丸が沈没して海に投げ出された際に、芥川賞受賞の記念に貰った時計を突撃一番の中に入れて口を縛り濡れないように保護したことが伝えられている。
なお、海軍では兵士の上陸前に舷門に山積し、希望するだけの数を無料で配布していた。